# Trichillurges maculatus
Trichillurges maculatus är en skalbaggsart som beskrevs av Martins och Monné 1974. Trichillurges maculatus ingår i släktet Trichillurges och familjen långhorningar. Inga underarter finns listade i Catalogue of Life.